# Jack & Bobby
Jack & Bobby es una serie de televisión estadounidense que se emitió en la cadena The WB. Contaba con dos hermanos, uno de ellos se convertiría en el Presidente de los Estados Unidos, sirviendo desde el año 2041 hasta el año 2049. La serie fue creada por Greg Berlanti, el novelista y guionista de cómics Brad Meltzer, y Thomas Schlamme, que dirigió catorce episodios de The West Wing.
El 17 de mayo de 2005, The WB anunció que no renovaría a Jack & Bobby para una segunda temporada.
La serie de 22 episodios también se emitió en Australian Broadcasting Corporation, debutando el 25 de septiembre de 2006. El episodio final de la serie se emitió como parte de la celebración número 50 de Warner Bros. en la cadena TV Land en verano de 2005. De lo contrario, la serie no ha vuelto a aparecer en el cable americano.
El programa está disponible para los televidentes de Estados Unidos en la página de The WB.

## Trama
El programa sigue las vidas del adolescente Jack y Bobby (Robert) McCallister mientras asisten a la escuela. Se genera mucho conflicto entre los chicos y su madre, Grace, interpretada por Christine Lahti, que es inteligente y volátil, y siempre es una influencia dominante en sus vidas. Los nombres de los personajes principales son referencias equívocas al Presidente John Fitzgerald Kennedy y su hermano, el senador Robert Francis Kennedy, que se referían como "Jack" y "Bobby", aunque se dijo en el programa que eran nombrados tras su padre, Juan Roberto del Alba.
El argumento principal es paralela a una serie de entrevistas con figuras asociadas con la presidencia McCallister, que habla de los eventos de la vida después de Robert McCallister. Por l ogeneral, existe una relación temática entre la trama principal, durante la adolescencia de Bobby, y las reminiscencias de su vida adulta y su carrera política.
El piloto mantiene el misterio acerca de cuál de los hermanos se convierte en Presidente hasta el final del episodio, cuando se revela que Jack murió siendo joven. Las circunstancias de la muerte se dejan desconocidas hasta la temporada uno y la final de la serie, dónde se descubre que Jack sirvió en la Guerra de las Américas, y como defensor de oificio, antes de hacer un oficio político en la sugerencia de Bobby, es asesinado durante un robo de una tienda.
La muerte de Jack inspiró a Bobby a tomar el lugar de su hermano, eventualmente llevándolo a su elección como Presidente en 2040, como independiente. El presidente Robert McCallister se hizo conocido como "El Gran Creyente", por su determinación y fe al enfrentar muchos obstáculos, de conflictos internacionales, a escándalos en su propia administración, y ataques contra su reputación. Los recuerdos de Jack se mantienen a través de Bobby; él se casa con la exnovia de su hermano Courtney en 2025, y tiene uno de los mejores amigos de Jack como miembro de su personal.

## Elenco
- Jack McCallister (Matt Long)
- Robert "Bobby" McCallister (Logan Lerman)
- Peter Benedict (John Slattery)
- Missy Belknap (Keri Lynn Pratt)
- Professor Grace McCallister (Christine Lahti)
- Courtney Benedict (Jessica Paré)
- Tom Wexler Graham (Bradley Cooper)
- Marcus Ride (Edwin Hodge)
- Warren (Dean Collins) - Mejor amigo de Bobby

### Elenco recurrente
- Nate Edmonds (Mike Erwin) - Exnovio de Courtney
- Randy Bongard (Cam Gigandet) - Novio de Missy
- Katie (Kate Mara) - Exnovia de Jack
- "'Cheerleader'" (J*Smith) -
- Dennis Morgenthal (John Heard)
- Reverend Belknap (Ed Begley, Jr.) - Padre de Missy
- Future Marcus Ride (Ron Canada)
- Future Courtney McCallister (Brenda Wehle)
- Dex Truggman (Jeanette Brox) - Exnovia de Bobby
- Juan Roberto de Alba (Lou Diamond Philips) - Antiguo amor de Grace y padre de Jack y Bobby

## Episodios
1. "Pilot"  (12 de septiembre de 2004)
2. "Better Days" (19 de septiembre de 2004)
3. "The Kindness of Strangers" (26 de septiembre de 2004)
4. "A Man of Faith" (3 de octubre de 2004)
5. "The First Lady" (10 de octubre de 2004)
6. "An Innocent Man" (17 de octubre de 2004)
7. "Valentino" (27 de octubre de 2004)
8. "Election Night" (3 de noviembre de 2004)
9. "Chess Lessons" (10 de noviembre de 2004)
10. "Lost Boys" (17 de noviembre de 2004)
11. "Today I Am a Man" (1 de diciembre de 2004)
12. "Running Scared" (26 de enero de 2005)
13. "A New Frontier" (2 de febrero de 2005)
14. "Into the Woods" (9 de febrero de 2005)
15. "Time Out of Life" (16 de febrero de 2005)
16. "And Justice for All" (23 de febrero de 2005)
17. "Querida Grace" (2 de marzo de 2005)
18. "Friends with Benefits" (13 de abril de 2005)
19. "A Child of God" (20 de abril de 2005)
20. "Under the Influence" (27 de abril de 2005)
21. "Stand by Me" (4 de mayo de 2005)
22. "Legacy" (11 de mayo de 2005)

## Producción
Matt Long, Jessica Paré, and John Slattery all appeared together on the fourth season of Mad Men.
El nombre Robert McCallister, además de algunos elementos reconocibles del personaje, luego sería reutilizado por Greg Berlanti en su éxito de ABC Brothers & Sisters. En ese programa, que se estrenó en 2006, Robert McCallister es interpretado por Rob Lowe; y es un Senador de EE. UU. (Republicano) con una exesposa llamada Courtney y un hijo llamado Jack.
Matt Long, Jessica Paré, y John Slattery aparecieron juntos en la cuarta temporada de Mad Men.

## Premios y nominaciones
Art Directors Guilde:
- 2004: Premio a Excelencia en Diseño de Producción - Una cámara en serie de televisión (por "An Innocente Man", Nominado)

Casting Society of America:
- 2004: Mejor Elenco para Televisió - Piloto Dramático (Nominada)
- GLAAD Media Awards:
- 2004: Episodio Individual Excepcional - Serie Sin un Personaje Gay Regular (por "Lost Boys", ganador)

Premios Globo de Oro:
- 2004: Mejor Actriz: Serie Dramática (Christine Lahti por interpretar a "Grace McCallister", nominada)

Sindicato de Actores
- 2004: Mejor Actriz - Serie Dramática (Christine Lahti) por interpretar a "Grace McCallister", nominada)